# 히타치 화학공업
히타치 화학공업 주식회사(일본어: 日立化成工業株式会社)는 히타치 그룹에 속하는 화학 제조업체이다.

## 연혁
- 1912년 - 히타치 제작소에서 유성 니스의 연구를 시작함.
- 1962년 - 히타치 화학공업을 설립했다.
- 1963년 - 히타치 제작소의 화학제품 사업부를 양도받아서 히타치 화학공업과 합병했고 동시에 영업을 시작함.
- 1970년 - 도쿄 증권거래소 2부와 오사카 증권거래소 2부에 상장함.
- 1971년 - 도쿄 증권개래소와 오사카 증권거래소에서 1부로 지정됨.
- 2007년 - 자기업인 히타치 하우스텍을 매각하기로 발표함.

## 제조 사업장
- 야마자키 사업소 (이바라기현 히타치시, 히타치나카시, 가미스시)
- 고이 사업소 (지바현 이치하라시)
- 시모다테 사업소 (이바라기 현 치쿠세이시, 유우키시)
- 고쇼미야 사업소 (이바라기 현 치쿠세이 시)

## 주요 관계사
- 신고베 전기 주식회사 (주오구)
- 히타치 분말야금 주식회사 (마쓰도시)